# لوئیس کو
لوئیس کو (انگلیسی: Louis Koo؛ زادهٔ ۲۱ اکتبر ۱۹۷۰) بازیگر، خواننده و تهیه‌کننده فیلم هنگ کنگی است. او کار حرفه‌ای خود را به عنوان بازیگر در سریال‌های تلویزیونی محلی آغاز کرد و در سال‌های ۱۹۹۹ و ۲۰۰۱ جایزه بهترین بازیگر مرد تی‌وی‌بی را از آن خود کرد. او در سال ۲۰۱۸ جایزه فیلم هنگ کنگ را برای بهترین بازیگر مرد، جایزه فیلم آسیایی بهترین بازیگر مرد و جایزه انجمن کارگردانان فیلم هنگ کنگ را برای بهترین بازیگر مرد برای بازی در فیلم پارادوکس (فیلم ۲۰۱۷) دریافت کرد. او از سال ۲۰۱۴ تا ۲۰۱۸ سفیر جشنواره بین المللی فیلم هنگ کنگ بود.

## زندگی شخصی
پدر کو یک بازیگر بود و سپس به یک تاجر تغییر شغل داد. کو در هنگ کنگ متولد شد و تحصیلات خود را دریافت کرد. او فارغ التحصیل مدرسه سنت ترزا کولون و دبیرستان کارمل است.
کو به همراه دوستانش به دلیل سرقت در نوامبر ۱۹۹۰ توسط دادگاه محکوم شدند. کو به ۲۲ ماه در مرکز آموزش خدمات اصلاحی لای کینگ محکوم شد.

## گزیده آثار بازیگری
- اداره جرایم سازمان یافته سه گانه (۱۹۹۴)
- خیابان خشم (۱۹۹۶)
- شب پر دردسر (۱۹۹۷)
- شب پر دردسر ۲ (۱۹۹۷)
- شب پر دردسر ۳ (۱۹۹۸)
- شب پر دردسر ۴ (۱۹۹۸)
- شب پر دردسر ۵ (۱۹۹۹)
- شب پر دردسر ۶ (۱۹۹۹)
- قرن اژدها (۱۹۹۹)
- دادستان نقابدار (۱۹۹۹)
- فقط برای پسران بد (۲۰۰۰)
- شب پر دردسر ۷ (۲۰۰۰)
- قمارباز چینی (۲۰۰۰)
- افسانه زو (۲۰۰۱)
- هیزم خشک (۲۰۰۲)
- خوب بی‌همتا (۲۰۰۲)
- اوقات خوش، اوقات خواب (۲۰۰۳)
- جاه طلبی برهنه (۲۰۰۳)
- عشق بر روی صخره‌ها (۲۰۰۴)
- انتخابات (۲۰۰۵)
- انتخابات ۲ (۲۰۰۶)
- له‌له‌های اجباری (۲۰۰۶)
- محافظ (فیلم ۲۰۰۷)
- مثلث (فیلم ۲۰۰۷)
- نقطه اشتعال (۲۰۰۷)
- فرار کن پدر، فرار کن (۲۰۰۸)
- حادثه (فیلم ۲۰۰۹)
- چیزی خوبه که پایانش خوبه ۲۰۰۹
- چیزی خوبه که پایانش خوبه ۲۰۱۰
- چیزی خوبه که پایانش خوبه ۲۰۱۱
- قلبم را نشکن (۲۰۱۱)
- چیزی خوبه که پایانش خوبه ۲۰۱۲
- هوای عاشقی (۲۰۱۲)
- نبرد سوداگران (۲۰۱۳)
- خروج از جهنم (۲۰۱۳)
- طوفان سفید (۲۰۱۳)
- مرغ طلایی ۳ (۲۰۱۴)
- ابردین (فیلم ۲۰۱۴)
- طوفان زد (۲۰۱۴)
- ۱۲ مرغابی طلایی (۲۰۱۵)
- پیروزی در آسمان‌ها (۲۰۱۵)
- منطقه کشتار ۲ (۲۰۱۵)
- تعطیلات پاریس (۲۰۱۵)
- شهر وحشی (۲۰۱۵)
- سه (۲۰۱۶)
- لیگ خدایان (۲۰۱۶)
- لاین واکر (۲۰۱۶)
- ندای قهرمانان (۲۰۱۶)
- طوفان اس (۲۰۱۶)
- پارادوکس (۲۰۱۷)
- همیشه با تو باشم (۲۰۱۷)
- طوفان ال (۲۰۱۸)
- هیولای کنگ فوکار (۲۰۱۸)
- جدال در زندان یا طوفان پی (۲۰۱۹)
- تعقیب اژدها ۲ (۲۰۱۹)
- طوفان سفید ۲ (۲۰۱۹)
- لاین واکر ۲ (۲۰۱۹)
- یک شاهد ناگهانی (۲۰۱۹)
- سلسله جنگجویان (۲۰۲۱)
- روزی روزگاری در هنگ کنگ (۲۰۲۱)
- آنچه شما نیاز دارید عشق است (۲۰۲۱)
- طوفان جی (۲۰۲۱)
- جنگجویان آینده (۲۰۲۲)
- اخطار مرگ (۲۰۲۲)
- استاد جدید فرقه کونگ فو ۱ (۲۰۲۲)
- پسران شب نئون (۲۰۲۳)
- بازگشت به گذشته (۲۰۲۳)
- طوفان سفید ۳ (۲۰۲۳)
- فراتر از گناه (۲۰۲۳)